# پرچم تنسی
پرچم تنسی در ۳ فوریه ۲۰۱۴ پذیرفته شد.این پرچم دارای نوار سرمه ای در سمت چپ به صورت عمودی است و زمینه آن قرمز است.